# Die braune Bestie
Die braune Bestie ist ein kurzer, deutscher Kriminalstummfilm von Harry Piel mit Hedda Vernon in der Hauptrolle. Die Geschichte orientiert sich an Edgar Allan Poes Schauerroman “Der Doppelmord in der Rue Morgue” (1841).

## Handlung
Die “braune Bestie”, das ist niemand anderes als ein Gorilla, von dem man ursprünglich glaubt, dass er ein Mensch sein müsse, der wegen Mordes gesucht wird. Besagtes Tier hat einer Artistin und Tänzerin das Leben gerettet, als ein hartnäckiger Verehrer allzu aufdringlich geworden ist. Der Affe warf sich dazwischen und erdrückte dabei den Liebestollen, als dieser von der Frau seiner Träume nicht lassen wollte. Da niemand auf die Idee kommt, dass es einen Gorilla als Kavalier der alten Schule geben könnte, verfolgt die Staatsmacht eine andere Spur, und so kommt es zur Mordanklage gegen einen vollkommen Unschuldigen. Bis sich vor Gericht dessen Unbeteiligtheit an der Tat herausstellt und der Angeklagte somit der Todesstrafe entgeht, geschehen noch einige dramatische Ereignisse.

## Produktionsnotizen
Die braune Bestie entstand wohl zum Jahresende 1913 bzw. Frühwinter 1913/14 im Vitascope-Atelier in Berlin-Weißensee und erlebte seine deutsche Premiere am 13. Februar 1914. Hier besaß der Dreiakter eine Länge von 960 Meter. In Österreich-Ungarn, wo der Film kurz darauf  zu sehen war, maß die Lauflänge von Die braune Bestie 1029 Meter.

## Kritik
Das Prager Tagblatt schrieb, diese Geschichte werde „derart naturgetreu … gezeigt, daß das Publikum direkt zum Beifall und Mißfall hingerissen wird“ und empfahl: “Das Stück muß man sehen.”

## Einzelnachweis
1. ↑  „Die braune Bestie“. In: Prager Tagblatt, 27. März 1914, S. 4 (online bei ANNO).